# Santi Cazorla
Santiago Cazorla González (Lugo de Llanera, Asturias, 13 de diciembre de 1984), más conocido como Santi Cazorla, es un futbolista que juega como centrocampista. Actualmente juega en el Real Oviedo de la Primera División de España. 
Fue uno de los integrantes de la selección española que se proclamó campeona de las Eurocopas de 2008 y 2012. Además, es uno de los futbolistas con más partidos disputados en la historia del Villarreal C. F. con 334 encuentros.

## Trayectoria

### Villarreal CF
Cazorla empezó su carrera deportiva en las categorías inferiores del Real Oviedo hasta 2003. En dicha temporada, se le traspasó al Villarreal CF, donde jugaría en su filial de 3.ª división, Villarreal B.
En la temporada 2004-05 hizo su debut en primera división, pasando a jugar en el primer equipo, hasta 2006.

### Recreativo de Huelva
En el verano de 2006, fue traspasado por el Villarreal CF al Recreativo de Huelva, también de la Primera División de España. El traspaso de Cazorla al club onubense fue el más caro en la historia del club, aunque el Villarreal se guardó una opción de recompra. El jugador fue presentado el 17 de julio de 2006. Cazorla firmó un contrato de cuatro años.
En su debut con el Recreativo de Huelva marcó su primer gol con la blanquiazul, y en el siguiente partido, que enfrentó a su exequipo, el Villarreal, contra su equipo, marcó el gol que dio la victoria al Recreativo, en calidad de visitante.
A principios de 2007 falleció su padre, y el 22 de abril de 2007 le dedicó un gol que anotó contra el Racing de Santander. El resultado final fue de Recreativo 4-2 Racing de Santander.
Fue uno de los baluartes principales del Recreativo de Huelva durante la mejor temporada de su historia, en la que acabó en el octavo puesto de la clasificación. Cazorla colaboró marcando 5 goles y dando 5 asistencias en 34 partidos de Liga.

### Regreso al Villarreal C. F.
En la temporada 2007-08, el Villarreal C. F. ejecutó su opción de compra y Cazorla volvió al conjunto amarillo.
Después de ganar la Eurocopa el jugador recibió varios premios y reconocimientos; así por ejemplo, recibió junto a David Villa el Premio Santa Marta que otorga la Unión Hotelera de Asturias, fue elegido por el diario La Nueva España como «Asturiano del mes» de junio de 2008. También fue homenajeado en su localidad natal, Lugo de Llanera, donde se propuso una moción para dedicarle una calle en el municipio asturiano, aunque finalmente se aprobó que el nuevo centro deportivo del concejo llevara el nombre del jugador. El ayuntamiento de la localidad le homenajeó, obsequiándole entre otros regalos con una insignia y un recuerdo fotográfico del homenaje que Cazorla recibió en las calles de la población. El jugador ya había sido galardonado por el ayuntamiento en 2002 como mejor futbolista de la localidad, y había sido recibido en el consistorio en 2004 con motivo de sus éxitos con la Selección de fútbol sub-21 de España y el Villarreal CF. La marca española de cerveza Cruzcampo regaló a los jugadores la misma cantidad de cerveza que su peso corporal. Al acto acudió Santi Cazorla que a la postre fue el jugador más ligero de los que acudieron a la Eurocopa.
Su compañero Marcos Senna declaró: «Hoy por hoy, Messi está un peldaño por encima porque Kaká ha estado lesionado. Pero el jugador que me encanta es Santi Cazorla. Estoy con él a diario, veo cómo entrena y es un auténtico fenómeno. No se puede decir que es el mejor porque es del Villarreal, pero si estuviera en el Madrid o en el Barça, eso sería diferente».

### Interés de otros equipos y lesión
En el verano de 2008 fueron varios los rumores por los que varios equipos de Europa se interesaron por el jugador. Así, la prensa publicó noticias sobre el interés de la AS Roma. Sin embargo, fue el Real Madrid el equipo que estuvo a punto de hacerse con los servicios del jugador, aunque finalmente optó por renovar su contrato y ampliar su ficha en el Villarreal CF.
En el partido UD Almería - Villarreal CF, correspondiente a la 29.ª jornada del Campeonato Nacional de Liga, sufrió su primera lesión de importancia, una fractura del peroné de la pierna derecha que le impedirá disputar el resto del campeonato y las eliminatorias de la Champions League 2008-09. El 6 de abril fue operado de dicha lesión en el Hospital 9 de Octubre de Valencia por el doctor Enrique Gastaldi, acompañado por el doctor del club Juan Albors. Tras el éxito de la operación se redujo la previsión del tiempo de recuperación a tres meses en lugar de los seis que se contemplaron en un principio, ya que la lesión no había afectado a los ligamentos.

### Málaga C. F.
En el verano de 2011 se venía especulando con su posible fichaje por el Málaga C.F., hecho que se materializó definitivamente entre ambos clubes el 26 de julio. El precio del fichaje fue de alrededor de 20 millones de euros.
En el Málaga realizó su mejor comienzo de liga desde que es profesional ya que marcó 4 goles en sus 4 primeros partidos de liga, tres de ellos de falta directa, lo que jamás había conseguido en su carrera deportiva.Se convirtió en uno de los jugadores más importantes del equipo.

### Arsenal F. C.

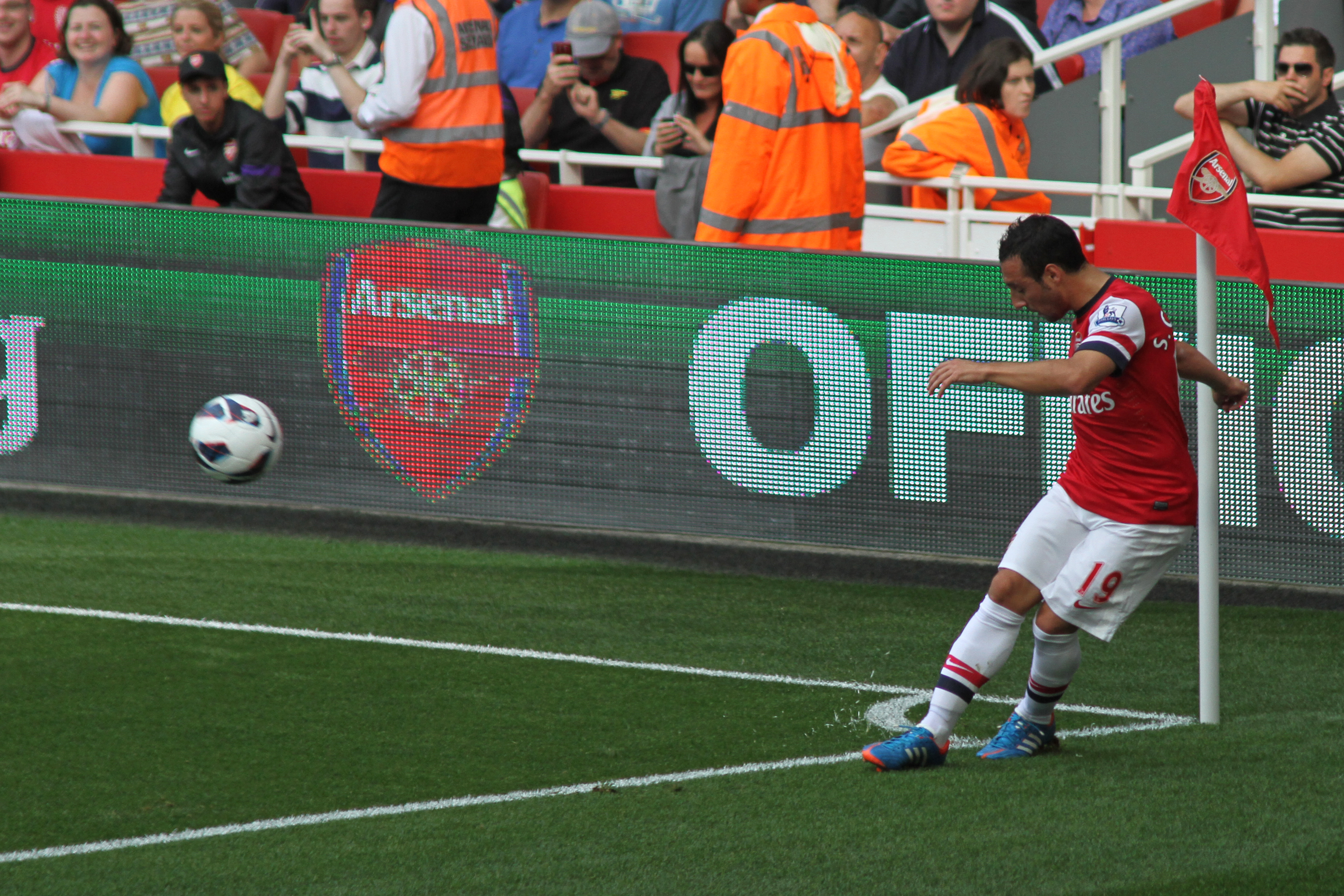
Cazorla ejecutando un tiro de esquina.

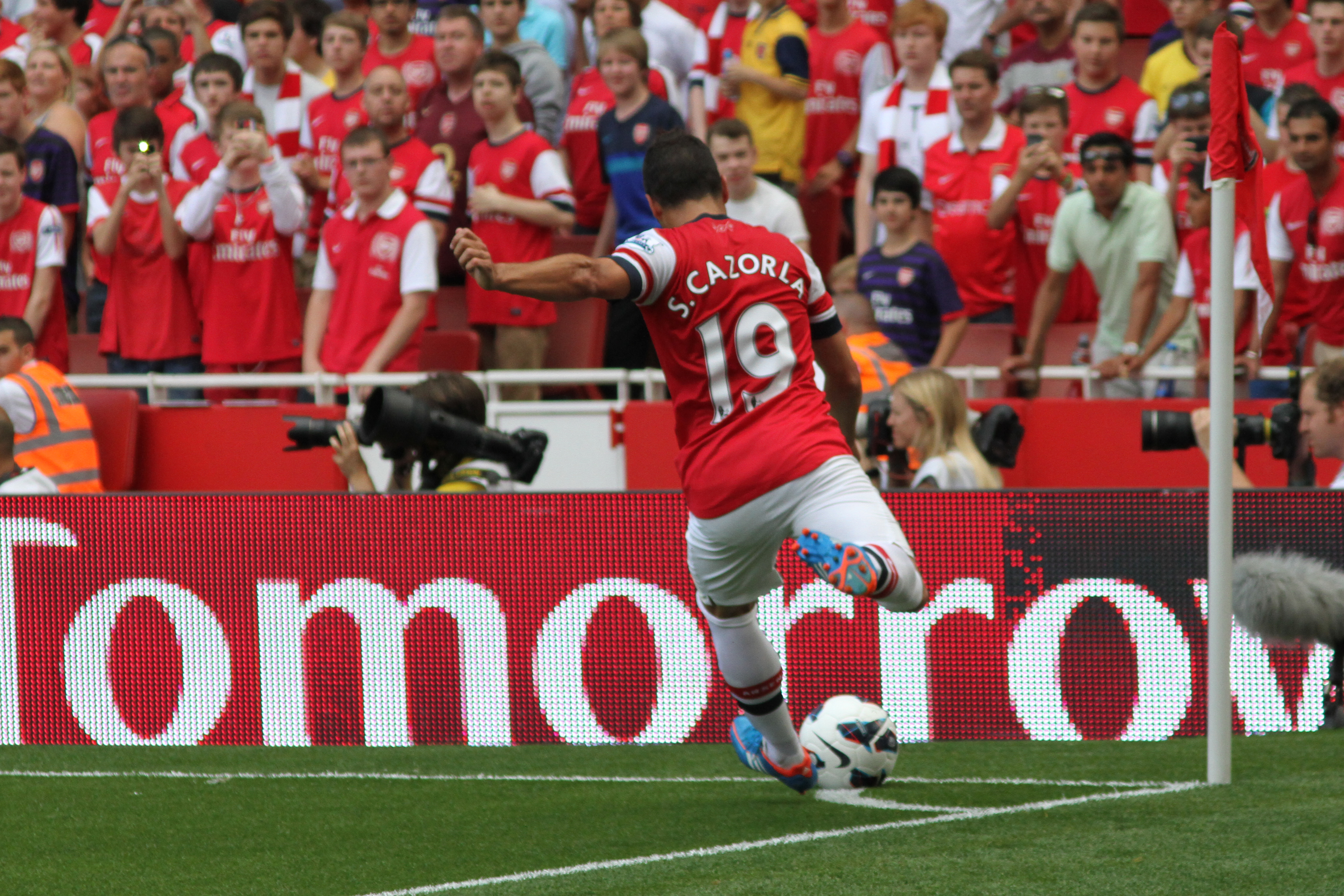
Cazorla tirando un saque de esquina para el Arsenal.

En el verano de 2012 fichó por el Arsenal F.C. londinense. Por su traspaso, los ingleses desembolsaron 20 millones de euros. Debutó oficialmente en la primera jornada de la Premier League contra el Sunderland A. F. C. el día 18 de agosto de 2012. En su tercer partido de liga, contra el Liverpool F. C., dio una asistencia a Lukas Podolski y marcó un gol para la victoria de su equipo por 0-2 en el estadio de Anfield. De visitante contra Reading, marcó su primer triplete en la victoria por 5 a 2. En su primera campaña logró doce tantos en 49 partidos.
Temporada 2013/14
A mediados de septiembre, sufrió una lesión de tobillo que lo dejó fuera de acción durante cinco semanas. El 30 de noviembre de 2013, Cazorla hizo su partido número 300 de liga, cuando fue titular en la victoria por 3-0 del Arsenal contra el Cardiff City. Cazorla fue votado como el Jugador del Mes de Arsenal de enero de 2014 después de anotar cinco goles en seis partidos. El 18 de marzo de 2014, Cazorla firmó una nueva extensión de contrato con el Arsenal; temporada en la que ganaría la FA Cup del mismo año, primer título a nivel nacional. En su segunda temporada en el club londinense logró siete tantos en 46 partidos.
Temporada 2014/15
Fue titular indiscutible durante toda la campaña, logrando ocho tantos (seis de penalti). También fue nombrado MVP en la final de la Copa de Inglaterra ante el Aston Villa. Acabó la campaña con 53 partidos disputados.
Calvario de lesiones (2015-2018)
A finales de noviembre de 2015 quedó apartado de los terrenos de juego durante seis meses, después de haber comenzado como titular la campaña 2015-16 (20 partidos). Regresó el 15 de mayo, en la última jornada, ante el Aston Villa. En la temporada 2016-17 arrancó como titular (11 partidos y 2 goles) hasta que, el 19 de octubre de 2016, jugó su último partido con el Arsenal ante el Ludogorets. El jugador asturiano no pudo reaparecer en partido oficial en el más de año y medio que le quedaba de contrato.

### Regreso al Villarreal
El 9 de agosto de 2018 fue presentado como nuevo jugador del Villarreal, tras haber realizado la pretemporada con el cuadro amarillo. El 18 de agosto de 2018, casi dos años después de su último partido oficial, fue titular en la derrota por 1 a 2 ante la Real Sociedad. El 3 de enero de 2019 logró un doblete ante el Real Madrid (2-2), que permitió sacar al equipo amarillo del descenso.
En su primera temporada marcó 7 goles y el equipo llegó a cuartos de final de la Europa League. En su segunda temporada marcó 15 goles y fue clave para la quinta posición de su equipo en Liga.
El 18 de julio de 2020, el equipo groguet anunció su marcha del club al finalizar la temporada.

### Etapa en Catar
El 20 de julio de 2020, el Al-Sadd S. C. catarí anunció su fichaje.
El 2 de julio de 2023, el club catarí anunció su marcha de la entidad tras 3 temporadas, quedando el jugador libre.

### Real Oviedo
El 16 de agosto de 2023, tras diversos intentos de regreso, el Real Oviedo finalmente anunció el fichaje de Cazorla para la temporada 2023-24.Entró en la disciplina cobrando el salario mínimo y con la idea de ceder al club el dinero que le corresponde en concepto de derechos de imagen para que se destine a promocionar la cantera. En dicha temporada el club azul se quedó cerca del ascenso perdiendo en la vuelta de la final del play-off frente al RCD Espanyol, siendo muy importante la aportación de Cazorla tanto dentro como fuera del campo.
Tras la ilusionante temporada, el llanerense decidió renovar con el club por una temporada más, convirtiéndose, además, en capitán del cuadro carbayón. El 8 de diciembre de 2024 consigue su primer gol con el equipo ovetense en la victoria por 1-5 frente al Racing de Ferrol.
El 11 de junio de 2025, en el partido de vuelta de semifinales del play-off de ascenso ante la UD Almería, anotó el único gol de su equipo, certificando el pase a la final de dicha competición.
El 21 de junio de 2025, en el partido de vuelta contra el CD Mirandés, el Real Oviedo gana 3-1 con un gol de Cazorla de penalti, quedando el marcador global 3-2; dando como vencedor al Real Oviedo y con ello, el ascenso a primera división.

## Selección nacional
Ha sido internacional con la selección de fútbol de España, tanto a nivel absoluto, con la que ganó la Eurocopa 2008 y la Eurocopa 2012, como en la categoría sub-21.

### Categorías inferiores
Cazorla ha sido internacional con la selección de fútbol de España sub-21. El seleccionador Iñaki Sáez convocó al jugador tanto para partidos amistosos como para clasificatorios para la Eurocopa sub-21 de 2007 que se celebró en los Países Bajos.
Cazorla fue convocado para disputar los dos partidos contra Italia, valederos para la clasificación para la Eurocopa sub-21 de 2007, y que daba plaza para disputar los Juegos Olímpicos de Pekín 2008. Tras sufrir un esguince de tobillo en un entrenamiento que le hizo ser duda, finalmente pudo disputar el primer partido de la eliminatoria disputado el 6 de octubre de 2006 en el Stadio Alberto Braglia de Módena, finalizando el encuentro 0-0; Cazorla entró al terreno de juego en el minuto 77 al sustituir a Javier Arizmendi. La vuelta se disputó el 10 de octubre de 2006 en el Estadio Nueva Balastera de Palencia; Cazorla no participó en el encuentro en el que España cayó derrotada por 2-1 y eliminada.

### Selección absoluta
El 17 de mayo de 2008, Luis Aragonés, seleccionador de España, hizo pública la lista de convocados para acudir a la Eurocopa 2008 que iba a disputarse en Austria y Suiza. Cazorla formó parte de los 23 convocados, en detrimento del jugador del RCD Español Albert Riera, siéndole asignado el dorsal número 12. Fue una de las novedades y sorpresas de la convocatoria, ya que el jugador no había debutado aún con la selección absoluta, ni había sido nunca convocado. Al no haber sido incluido en la lista previa dada por Luis Aragonés y no disponer del tiempo necesario para que la vacuna tuviera efecto, ni él ni Sergio García fueron vacunados contra la garrapata como sí hicieron el resto de compañeros por la posible plaga que podía brotar en Austria y Suiza. Cuando Aragonés fue cuestionado por la convocatoria contestó:

Son dos jugadores que están jugando muy bien y tenían la posibilidad de venir. Entre Cazorla y Riera, me ha hecho decidirme el estado de forma de cada uno, y en el caso de Sergio García, se ha amoldado muy bien por la banda derecha, necesitábamos a otro jugador por ahí y se ha merecido estar.
Luis Aragonés

Santi Cazorla hizo su debut oficial con la elástica «roja» el sábado 31 de mayo de 2008, en un encuentro amistoso de preparación para la Eurocopa frente a Perú, celebrado en el Estadio Nuevo Colombino de Huelva, y que finalizó con victoria española por dos goles a uno.
Eurocopa 2008
Participó en todos los partidos de la selección española en la Eurocopa 2008 de Suiza-Austria, siendo una pieza importante en los esquemas de Luis Aragonés. Además marcó uno de los penaltis (el 2.º concretamente) decisivos en la eliminatoria de los cuartos de final contra la selección italiana en la que España se impuso 4-2.
Jugó en la segunda mitad de la final en la que la selección española se proclamó campeona de Europa ante la selección de fútbol de Alemania. El resultado fue 0 - 1 a favor de "la roja", con gol de Fernando Torres. El encuentro fue en Viena.
Clasificación para la Copa Mundial de 2010
Tras la Eurocopa y con la llegada del nuevo seleccionador Vicente del Bosque, Cazorla siguió acudiendo a los partidos de la selección. El 10 de septiembre de 2008, en un encuentro de la Fase de clasificación para la Copa Mundial de Fútbol de 2010 disputado en el Estadio Carlos Belmonte de Albacete frente a la selección de fútbol de Armenia, Cazorla disputó su primer partido como titular con la selección. El partido finalizó con 4-0 favorable a España.

#### Participaciones en Copas del Mundo
| Copa              | Sede   | Resultado    |
| ----------------- | ------ | ------------ |
| Copa Mundial 2014 | Brasil | Primera fase |

#### Participaciones en Eurocopas
| Eurocopa      | Sede              | Resultado |
| ------------- | ----------------- | --------- |
| Eurocopa 2008 | Austria y Suiza   | Campeón   |
| Eurocopa 2012 | Polonia y Ucrania | Campeón   |

#### Participaciones en Copas Confederaciones
| Confedereaciones          | Sede      | Resultado    |
| ------------------------- | --------- | ------------ |
| Copa Confederaciones 2009 | Sudáfrica | Tercer lugar |
| Copa Confederaciones 2013 | Brasil    | Subcampeón   |

#### Goles como internacional
| #   | Fecha                   | Lugar                                                      | Rival             | Gol | Resultado | Competición                 |
| --- | ----------------------- | ---------------------------------------------------------- | ----------------- | --- | --------- | --------------------------- |
| 1.  | 19 de noviembre de 2008 | Estadio El Madrigal, Villarreal, España                    | Chile             | 3–0 | 3–0       | Amistoso                    |
| 2.  | 9 de septiembre de 2009 | Estadio Romano, Mérida, España                             | Estonia           | 2–0 | 3–0       | Clasificación Mundial 2010  |
| 3.  | 4 de junio de 2011      | Gillette Stadium, Foxborough, Estados Unidos               | Estados Unidos    | 1–0 | 4–0       | Amistoso                    |
| 4.  | 4 de junio de 2011      | Gillette Stadium, Foxborough, Estados Unidos               | Estados Unidos    | 3–0 | 4–0       | Amistoso                    |
| 5.  | 26 de mayo de 2012      | AFG Arena, San Galo, Suiza                                 | Serbia            | 2–0 | 2–0       | Amistoso                    |
| 6.  | 30 de mayo de 2012      | Stade de Suisse, Berna, Suiza                              | Corea del Sur     | 3–1 | 4–1       | Amistoso                    |
| 7.  | 15 de agosto de 2012    | Estadio Juan Ramón Loubriel, Bayamón, Puerto Rico          | Puerto Rico       | 0–1 | 1–2       | Amistoso                    |
| 8.  | 7 de septiembre de 2012 | Estadio Municipal de Pasarón, Pontevedra, España           | Arabia Saudita    | 1–0 | 5–0       | Amistoso                    |
| 9.  | 8 de junio de 2013      | Sun Life Stadium, Miami, EE. UU.                           | Haití             | 1–0 | 2–1       | Amistoso                    |
| 10. | 14 de agosto de 2013    | Estadio Monumental Isidro Romero Carbo, Guayaquil, Ecuador | Ecuador           | 0–2 | 0–2       | Amistoso                    |
| 11. | 16 de noviembre de 2013 | Estadio de Malabo, Malabo, Guinea Ecuatorial               | Guinea Ecuatorial | 0–1 | 1–2       | Amistoso                    |
| 12. | 9 de octubre de 2015    | Estadio Las Gaunas, Logroño, España                        | Luxemburgo        | 1–0 | 4–0       | Clasificación Eurocopa 2016 |
| 13. | 9 de octubre de 2015    | Estadio Las Gaunas, Logroño, España                        | Luxemburgo        | 4–0 | 4–0       | Clasificación Eurocopa 2016 |
| 14. | 13 de noviembre de 2015 | Estadio José Rico Pérez, Alicante, España                  | Inglaterra        | 2–0 | 2–0       | Amistoso                    |
| 15. | 15 de noviembre de 2019 | Estadio Ramón de Carranza, Cádiz, España                   | Malta             | 2–0 | 7–0       | Clasificación Eurocopa 2020 |

## Estilo de juego
Cazorla es un jugador que puede jugar tanto en la izquierda como en la derecha. Es capaz de golpear a la pelota con ambas piernas, y destaca por su despliegue en el terreno de juego, pudiendo jugar en cualquier posición de la medular y centrar desde ambos costados, y su capacidad para controlar y driblar. Destaca también su velocidad, lo que le permite llegar con cierta facilidad a la portería rival.

## Clubes y estadísticas
Actualizado el 11 de junio de 2025.
| Villarreal C. F. "B" · España | 2003-04          | 3.ª              | 40  | 4   | —  | —  | —   | —  | 40  | 4   |
| Villarreal C. F. "B" · España | Total club       | Total club       | 40  | 4   | 0  | 0  | 0   | 0  | 40  | 4   |
| Villarreal C. F. · España | 2003-04          | 1.ª              | 2   | 0   | 0  | 0  | 0   | 0  | 2   | 0   |
| Villarreal C. F. · España | 2004-05          | 1.ª              | 29  | 2   | 1  | 0  | 18  | 5  | 48  | 7   |
| Villarreal C. F. · España | 2005-06          | 1.ª              | 23  | 0   | 0  | 0  | 2   | 0  | 25  | 0   |
| Villarreal C. F. · España | Total club       | Total club       | 54  | 2   | 1  | 0  | 20  | 5  | 75  | 7   |
| Recreativo de Huelva · España | 2006-07          | 1.ª              | 34  | 5   | 0  | 0  | —   | —  | 34  | 5   |
| Recreativo de Huelva · España | Total club       | Total club       | 34  | 5   | 0  | 0  | 0   | 0  | 34  | 5   |
| Villarreal C. F. · España | 2007-08          | 1.ª              | 36  | 5   | 6  | 0  | 7   | 1  | 49  | 6   |
| Villarreal C. F. · España | 2008-09          | 1.ª              | 31  | 8   | 1  | 0  | 8   | 0  | 40  | 8   |
| Villarreal C. F. · España | 2009-10          | 1.ª              | 24  | 5   | 2  | 0  | 4   | 1  | 30  | 6   |
| Villarreal C. F. · España | 2010-11          | 1.ª              | 37  | 5   | 4  | 1  | 14  | 2  | 55  | 8   |
| Villarreal C. F. · España | Total club       | Total club       | 127 | 23  | 13 | 1  | 33  | 4  | 173 | 28  |
| Málaga C. F. · España | 2011-12          | 1.ª              | 38  | 9   | 4  | 0  | —   | —  | 42  | 9   |
| Málaga C. F. · España | Total club       | Total club       | 38  | 9   | 4  | 0  | 0   | 0  | 42  | 9   |
| Arsenal F. C. Inglaterra | 2012-13          | 1.ª              | 38  | 12  | 4  | 0  | 7   | 0  | 49  | 12  |
| Arsenal F. C. Inglaterra | 2013-14          | 1.ª              | 31  | 4   | 7  | 3  | 8   | 0  | 46  | 7   |
| Arsenal F. C. Inglaterra | 2014-15          | 1.ª              | 37  | 7   | 7  | 1  | 9   | 0  | 53  | 8   |
| Arsenal F. C. Inglaterra | 2015-16          | 1.ª              | 15  | 0   | 0  | 0  | 5   | 0  | 20  | 0   |
| Arsenal F. C. Inglaterra | 2016-17          | 1.ª              | 8   | 2   | 0  | 0  | 4   | 0  | 12  | 2   |
| Arsenal F. C. Inglaterra | Total club       | Total club       | 129 | 25  | 19 | 4  | 32  | 0  | 180 | 29  |
| Villarreal C. F. · España | 2018-19          | 1.ª              | 35  | 4   | 1  | 1  | 10  | 2  | 46  | 7   |
| Villarreal C. F. · España | 2019-20          | 1.ª              | 35  | 11  | 5  | 4  | —   | —  | 40  | 15  |
| Villarreal C. F. · España | Total club       | Total club       | 70  | 15  | 6  | 5  | 10  | 2  | 86  | 22  |
| Villarreal C. F. · España | Total Villarreal | Total Villarreal | 251 | 40  | 20 | 6  | 63  | 11 | 334 | 57  |
| Al-Sadd Catar | 2020-21          | 1.ª              | 20  | 13  | 8  | 4  | 6   | 3  | 34  | 20  |
| Al-Sadd Catar | 2021-22          | 1.ª              | 16  | 6   | 5  | 0  | 6   | 1  | 27  | 7   |
| Al-Sadd Catar | 2022-23          | 1.ª              | 19  | 4   | 10 | 5  | —   | —  | 29  | 9   |
| Al-Sadd Catar | Total club       | Total club       | 55  | 23  | 23 | 9  | 12  | 4  | 96  | 39  |
| Real Oviedo · España | 2023-24          | 2.ª              | 25  | 1   | 1  | 0  | —   | —  | 26  | 1   |
| Real Oviedo · España | 2024-25          | 2.ª              | 35  | 5   | 0  | 0  | -   | -  | 35  | 5   |
| Real Oviedo · España | Total club       | Total club       | 60  | 6   | 1  | 0  | 0   | 0  | 61  | 6   |
| Total en carrera | Total en carrera | Total en carrera | 607 | 111 | 67 | 19 | 107 | 15 | 781 | 149 |
| (1) Incluye datos de Copa del Rey, Copa de la Liga de Inglaterra, FA Cup y Community Shield. (2) Incluye datos de Copa Intertoto de la UEFA, Liga Europea de la UEFA y Liga de Campeones de la UEFA. |                  |                  |     |     |    |    |     |    |     |     |

## Palmarés

### Campeonatos nacionales
| Título                              | Club       | País       | Año  |
| ----------------------------------- | ---------- | ---------- | ---- |
| FA Cup                              | Arsenal FC | Inglaterra | 2014 |
| Community Shield                    | Arsenal FC | Inglaterra | 2014 |
| FA Cup                              | Arsenal FC | Inglaterra | 2015 |
| Community Shield                    | Arsenal FC | Inglaterra | 2015 |
| Copa Príncipe de la Corona de Catar | Al-Sadd SC | Catar      | 2020 |
| Copa de las Estrellas de Catar      | Al-Sadd SC | Catar      | 2020 |
| Copa del Emir de Catar              | Al-Sadd SC | Catar      | 2020 |
| Copa Príncipe de la Corona de Catar | Al-Sadd SC | Catar      | 2021 |
| Liga de fútbol de Catar             | Al-Sadd SC | Catar      | 2021 |
| Copa del Emir de Catar              | Al-Sadd SC | Catar      | 2021 |
| Liga de fútbol de Catar             | Al-Sadd SC | Catar      | 2022 |

### Campeonatos internacionales
| Título                    | Equipo        | Sede              | Año  |
| ------------------------- | ------------- | ----------------- | ---- |
| Copa Intertoto de la UEFA | Villarreal CF | España            | 2004 |
| Eurocopa                  | España        | Austria y Suiza   | 2008 |
| Eurocopa                  | España        | Polonia y Ucrania | 2012 |

### Otros logros
| Logro             | Equipo      | Sede   | Año     |
| ----------------- | ----------- | ------ | ------- |
| Ascenso a La Liga | Real Oviedo | España | 2024-25 |

### Distinciones individuales
| Distinción                                            | Año  |
| ----------------------------------------------------- | ---- |
| Premio Don Balón al Mejor Jugador de Primera División | 2007 |